# Cel·lulasa

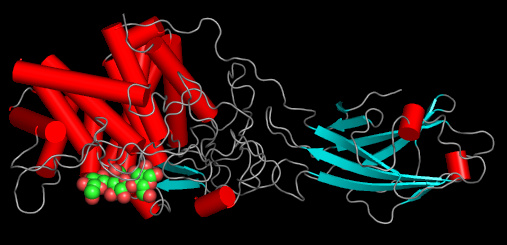
Model d'una cel·lulasa, sintetitzat per T. fusca, basat en PDB estructura 1JS4.

La cel·lulasa és un enzim complex especialitzat a descompondre cel·lulosa en glucosa. És sintetitzat majoritàriament per bacteris de l'estómac dels herbívors remugants. Més enllà dels remugants, la majoria dels animals (incloent l'home) no produeixen cel·lulasa i, per tant, no són capaços d'usar la major part de l'energia continguda en les plantes.
Només es coneixen dos animals capaços de produir cel·lulasa, el peixet d'argent i la broma, un mol·lusc bivalve que es nodreix de fusta. També se'l troba als fongs que descomponen la fusta com Eutypa lata o Eutypa armeniacae.
Les condicions òptimes d'acció d'aquest enzim són un pH entre 6,5 i 7 a més d'una temperatura entre 39 i 40 °C.

## Mecanisme de la cel·lulòlisi

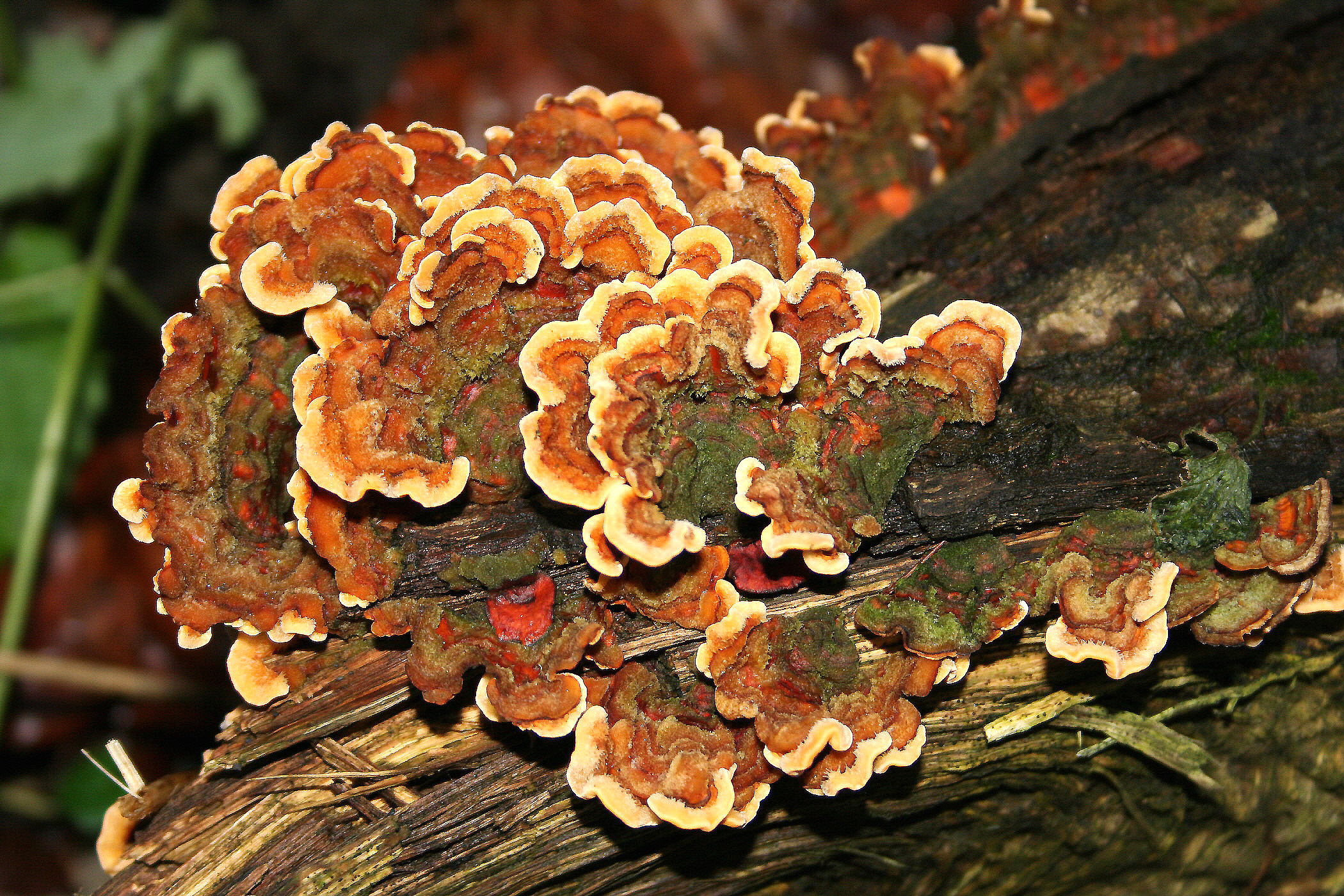
Fotografia de Stereum gausapatum, un fong xilòfag.

La hidròlisi de la cel·lulosa intacta es compleix millor quan aquests tres enzims operen alhora, com ocorre en el cel·lulosoma de Clostridium thermocellum que es troba entre la cèl·lula i el substrat al qual hidrolitza. El cel·lulosoma està constituït per nou llocs polipeptídics d'adhesió a la molècula de cel·lulosa, units a segments duplicats que al seu torn s'uneixen a un altre polipeptid que sobresurt de la capa S en la paret cel·lular.

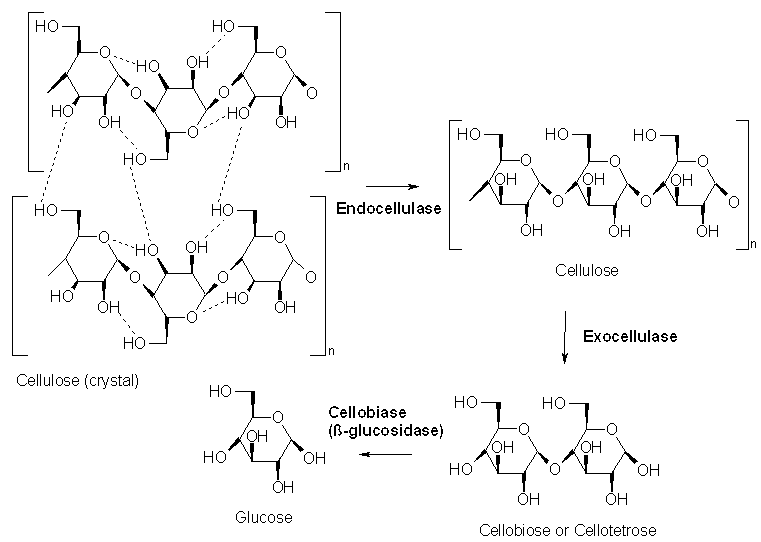
Els tres tipus de reaccions que catalitzen les cel·lulases:1. Trencament de les interaccions no covalents,enllaços β-1,4,presents en l'estructura cristal·lina de la cel·lulosa donant lloc a llargs fragments solubles (oligosacàrids),(enzim: endo-β-1,4-glucanasa) 2. Hidròlisi de les fibres individuals de cel·lulosa per a trencar-les en sucres més petits, celobiosa des dels extrems de la molècula (enzim: exo-β-1,4-glucanasa) 3. Hidròlisi de la celobiosa en glucosa (enzim: β-glucosidasa).

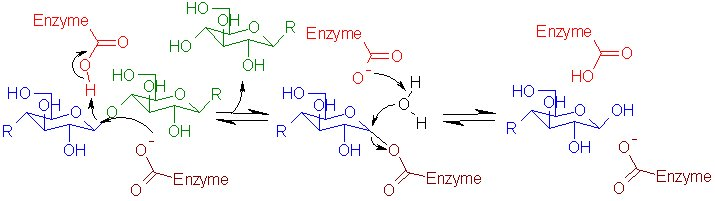
Detalls de la reacció de la β-oxidació de la cel·lulosa